# Kosice (Pologne)
Pour les articles homonymes, voir Kosice.
Kosice est une localité polonaise de la gmina de Zębowice, située dans le powiat d'Olesno en voïvodie d'Opole.